# كلوريد سداسي أمين الكوبالت الثلاثي
 كلوريد سداسي أمين الكوبالت الثلاثي مركب كيميائي له الصيغة [Co(NH3)6]Cl3، ويكون على شكل بلورات صفراء برتقالية. يعد هذا المركب  من المعقدات التساندية، ويسمى معقد فيرنر وذلك نسبةً إلى العالم ألفرد فيرنر، الذي كان من الرواد في مجال كيمياء المعقدات التساندية.
يتألف المعقد من ذرة كوبالت مركزية يحيط بها ست ربيطات من الأمين، والذي يشير هنا إلى مجموعة الأمونياك NH3، والتي تسمى بمجموعة الأمين في الكيمياء التساندية. بما أن مجموعة الأمين هنا غير مشحونة، فإن الشحنة الموجبة تكون لذرة الكوبالت المركزية ومقدارها +3. يحيط بنواة المعقد الموجبة ثلاث أيونات سالبة من الكلوريد. 

## الخواص
- تنحل بلورات كلوريد سداسي أمين الكوبالت الثلاثي في الماء، ولها بنية أحادية الميل.
- إن كاتيون +3 [Co(NH3)6]  له مغناطيسية عكسية، وله لف مغزلي منخفض، ويكون على شكل ثماني وجوه، وهو يحقق قاعدة 18-إلكترون ويعد مثالا نموذجيا للمعقدات الفلزية التي يكون فيها مركز المعقد خامل التبادل. وكدليل على خمول المعقد (أي ثباته كيميائياً) هو إمكانية إعادة بلورة المركب من حمض هيدروكلوريك المركز، مما يشير إلى قوة ارتباط ربيطات الأمين إلى مركز الكوبالت الثلاثي Co(III)، وذلك على العكس من المعقد  [Ni(NH3)6]Cl2، والذي يتفاعل بسرعة مع الحموض، مما يدل على ضعف الرابطة Ni(II)-NH3.
- يؤدي تسخين كلوريد سداسي أمين الكوبالت الثلاثي إلى انفصام ربيطات الأمين تدريجياً.
- من السهل إجراء عملية تبادل لأنيونات الكلوريد في المعقد وذلك مع العديد من الأنيونات الأخرى مثل النترات والبروميد واليوديد ليعطي المعقد الموافق.

## التحضير
يحضر كلوريد سداسي أمين الكوبالت الثلاثي بداية من كلوريد الكوبالت الثنائي، والذي يعالج مع الأمونياك وكلوريد الأمونيوم تتبعها عملية أكسدة. من المؤكسدات المستخدمة في التحضير فوق أكسيد الهيدروجين أو الأكسجين بوجود حفاز من فحم الكربون.